# خلیفه‌گری کاتولیک کلدانی تهران

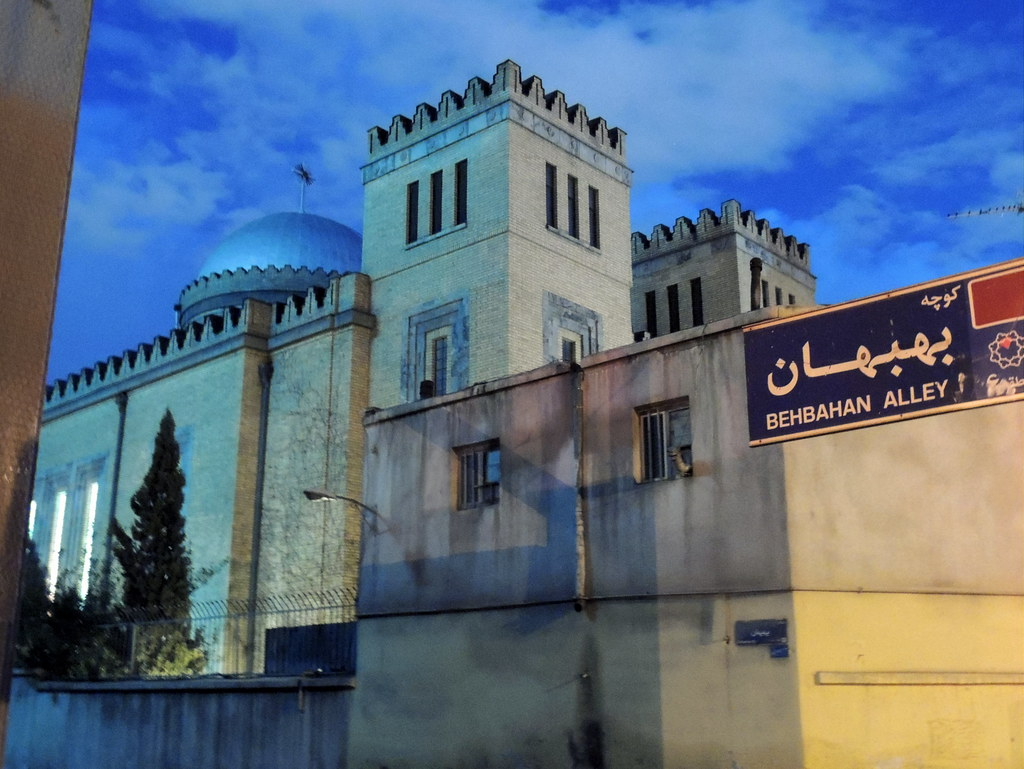
نمایی از کلیسای جامع سنت جوزف (یوسف قدیس) در تهران، شمال خیابان انقلاب. این کلیسا به عنوان مقر خلیفه‌گری کاتولیک کلدانی تهران، عمل می‌کند. - (تاریخ عکس؛ آذر ۱۳۹۸)

خلیفه گری کلدانی کاتولیک کلانشهری تهران (لاتین: Archidioecesis Teheranensis Chaldaeorum) از خلیفه گری‌های کلیسای کاتولیک کلدانی (مراسم مذهبی سوری-شرقی) در ایران است که سریر اسقف اعظمی آن، کلیسای جامع یوسف، در پایتخت کشور تهران قرار دارد. علی‌رغم رتبه کلانشهری، هیچ اسقف‌یاری ندارد.

## تاریخ
این خلیفه گری در سال ۱۸۵۳ در شهر سنندج (سنه، سینا)، ایران برای مسیحیان ایرانی در داخل و اطراف سنایا، در قلمرو تفکیک شده از خلیفه گری کاتولیک کلدانی کرکوک (در کردستان عراق) تشکیل شد.
در سال ۱۹۴۴، خلیفه گری مقر خود را به تهران، پایتخت ایران منتقل کرد.

## اسقف اعظم‌ها
اسقف اعظم‌های کلانشهری سنا (سنندج، سینا)
- جیرولامو شیمعون کاشت † (اسقف کهنوت یافته در ۷ سپتامبر ۱۸۵۷)
- یوهانا نیسان † (۱۲ مه ۱۹۱۴–۲۰ آوریل ۱۹۳۷)
- ابراهیم الیاس، CM † (منصوب ۶ سپتامبر ۱۹۳۸ - درگذشت ۱۵ فوریه ۱۹۴۰)
- یوسپ شیخیو † (منصوب ۲۲ مه ۱۹۴۴ - بازنشسته ۷ مارس ۱۹۷۰)
- زیاا داچو (بین دهه ۱۹۶۰ تا اواسط دهه ۱۹۷۰)

اسقف اعظم متروپولیتن تهران
- یوحنا عیسایی † (جلوس در ۷ مارس ۱۹۷۰ - درگذشته ۷ فوریه ۱۹۹۹)
- رمزی گرمو (جلوس در ۷ فوریه ۱۹۹۹ -)،[۱] همچنین مدیر پاتریارکی کلدانیان اهواز (ایران) و بازدید کننده رسولی کاتولیک‌های کلدانی در اروپا